# Bulla quoyii
Bulla quoyii es una especie de molusco gasterópodo de la familia Bullidae.

## Distribución geográfica
Se encuentra en la Isla Norte de Nueva Zelanda y el sur de Australia